# Olav Aukrust
Olav Aukrust (21. ledna 1883, Lom, Švédsko-Norsko – 3. listopadu 1929, Lom, Norsko) byl norský učitel a básník, představitel národního novoromantismu. Používáním venkovského nářečí přispěl k prosazování nynorsku jako literárního jazyka. Jeho básnická tvorba našla inspiraci v lidové slovesnosti, je plná obrazů norského venkovského života a přírodní symboliky. Inspirovala jej také antroposofie rakouského filozofa Rudolfa Steinera. Kritiky bývá počítán k největším norským lyrickým básníkům, ačkoliv mimo Norska se nedočkal žádného ohlasu.

## Život
Olav Aukrust se narodil v obci Lom v údolí Gudbrandsdalen na statku svých rodičů, kterými byli Olav Olavsson Aukrust (1851–1931) a Mari Pålsdatter Andvord (1864–1936). První básně napsal již v mládí. Jeho vzorem byl Ivar Mortensson-Egnund a používal i jemu charakteristicky podobnou formu. Po studiích se Olav Aukrust v roce 1908 stal učitelem a vyučoval nejprve na lidové škole ve Folldalu, později pak na lidové škole v Østfoldu, aby nakonec roku 1915 sám založil lidovou školu v Dovre. Na této škole vyučovala také jeho přítelkyně Ingeborg Møllerová. Věnoval však stále více času své básnické tvorbě, v důsledku čehož byla jím založená škola již v roce 1917 zrušena. Vyučoval také v Gausdalu.
Jeho ženou byla Gudrun Blekastadová. Poté, co se Olav Aukrust v prosinci 1921 stal členem Antroposofické společnosti, společně se svou manželkou při návratu z Itálie navštívil ve švýcarském Dornachu nedaleko Basileje její středisko Goetheanum.
Trpěl tuberkulózou, která poznamenala poslední roky jeho života a vedla také k jeho předčasné smrti. Zemřel roku 1929 na mozkovou mrtvici.

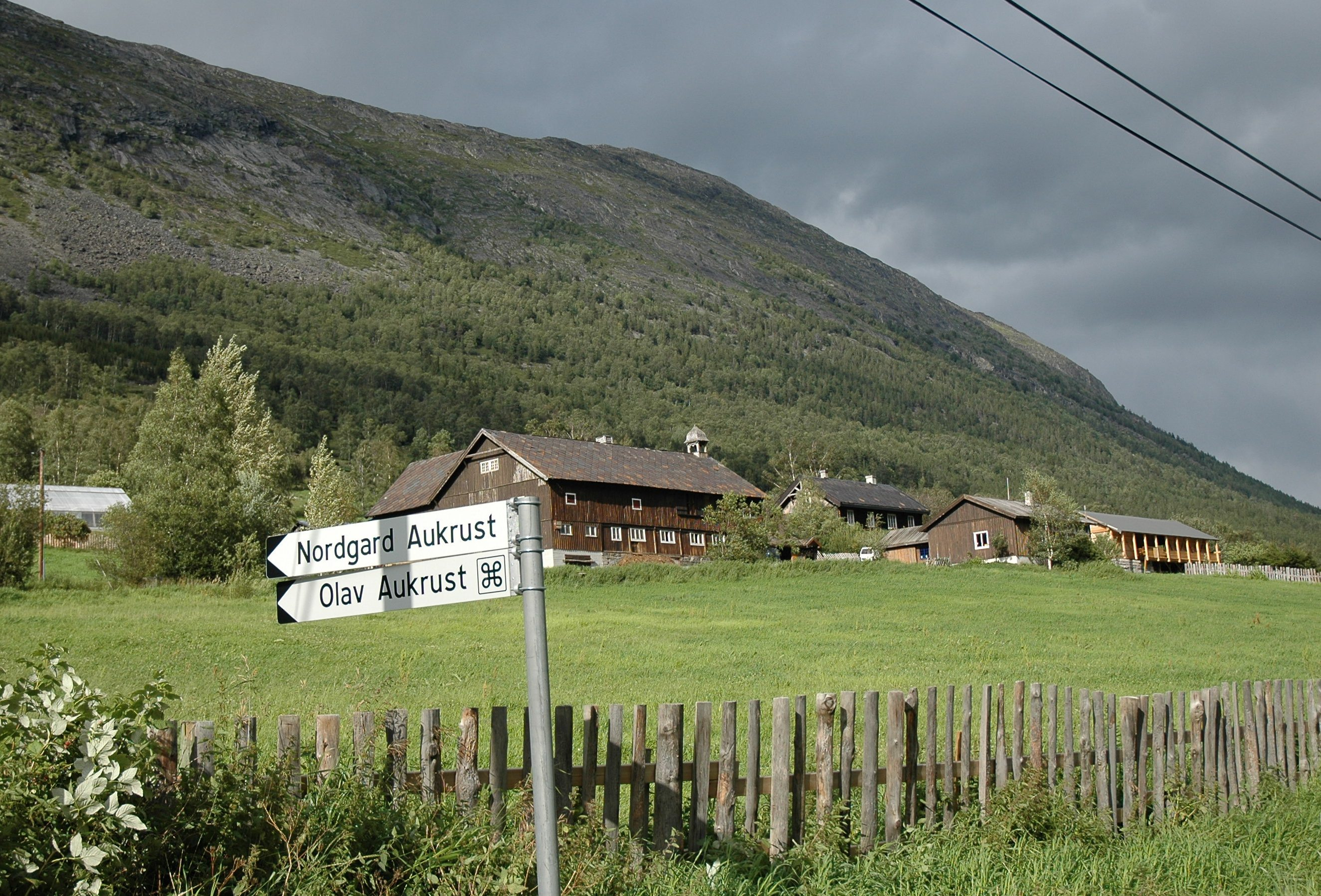
Farma Nordgarda Aukrusta v Lomu, kde se Olav Aukrust narodil a strávil většinu svého života, je přes léto otevřena turistům.

## Dílo
- Himmelvarden (Nebeský ukazatel; cyklus básní, 1916)
- Hamar i hellom (Skála v kamení; prozaická lyrika, 1926)
- Solrenning (Východ Slunce; úryvek, 1930)
- Norske terningar (Norské kostky; básně, 1931)